# Ferdinand von Sannow
Heinrich Wilhelm Ferdinand Sannow, seit 1871 von Sannow, (* 7. Juni 1827 in Magdeburg; † 10. Dezember 1883 in Wiesbaden) war ein preußischer Generalmajor.

## Leben

### Herkunft
Er war der Sohn von Hans Friedrich Wilhelm Sannow (1773–1848) und dessen Ehefrau Christine Friederke, geborene Bauer, verwitwete von Woldeck (1786–1877). Sein Vater war Oberstleutnant a. D., zuletzt in der 3. Artilleriebrigade.

### Militärkarriere
Sannow besuchte die Kadettenanstalten in Potsdam und Berlin. Am 27. Mai 1845 wurde er als Portepeefähnrich im 9. Infanterie-Regiment (genannt Colbergsches) der Preußischen Armee angestellt. Dort avancierte er am 24. Februar 1846 zum Sekondeleutnant und war vom 1. April 1848 bis zum 31. März 1849 zum 2. kombinierten Reservebataillon kommandiert. Daran schlossen sich Verwendungen als Bataillons- und Regimentsadjutant an. Als Premierleutnant war Sannow von Mai bis Mitte August 1857 stellvertretender Adjutant beim Generalkommando des II. Armee-Korps. Am 9. Februar 1858 wurde er zum Adjutanten der 27. Infanterie-Brigade ernannt und in dieser Eigenschaft am 31. Mai 1859 zum Hauptmann befördert. Als solcher kehrte Sannow am 8. Mai 1860 zu seinem Stammregiment zurück und wurde dort am 13. November 1860 zum Kompaniechef ernannt. Am 5. Juli 1862 folgte seine Versetzung in das Magdeburgische Füsilier-Regiment Nr. 36. Mit diesem Verband nahm Sannow 1866 während des Deutschen Krieges am Gefecht bei Örlenbach teil und wurde bei Roßbrunn verwundet. Für seine Leistungen erhielt er den Roten Adlerorden IV. Klasse mit Schwertern. 
Als Major wurde Sannow am 10. August 1868 zum Kommandeur des Füsilier-Bataillons im 3. Westfälischen Infanterie-Regiment Nr. 16 in Hannover ernannt. Nach der Mobilmachung anlässlich des Krieges gegen Frankreich wurde er am 26. Juli 1870 zum Oberstleutnant befördert. Während der Schlacht bei Vionville fiel der Regimentskommandeur Oberst Hans von Brixen und Sannow wurde daraufhin mit der Führung des Regiments beauftragt. Im weiteren Verlauf des Feldzuges kämpfte er bei Gravelotte und machte die Belagerung von Metz mit. In der Schlacht bei Beaune-la-Rolande gelang es Sannow, die Stadt gegen zahlenmäßig überlegene französische Kräfte zu halten. Auf Vorschlag seines Kommandierenden Generals von Voigts-Rhetz wurde Sannow dafür mit dem Orden Pour le Mérite ausgezeichnet.
Kaiser Wilhelm I. erhob Sannow wegen bewiesener Tapferkeit vor dem Feinde bei seinem feierlichen Einzug in Berlin am 16. Juni 1871 in den erblichen preußischen Adelsstand. Auch nach dem Friedensschluss beauftragte man ihn weiterhin mit der Führung des Regiments. Am 16. März 1872 wurde Sannow schließlich zum Regimentskommandeur ernannt sowie am 22. März 1873 zum Oberst befördert. Er fungierte dann vom 13. März 1875 bis zum 17. Januar 1878 als Kommandeur des Garde-Füsilier-Regiments. Anschließend wurde Sannow zum Generalmajor befördert und zum Kommandeur der 43. Infanterie-Brigade in Kassel ernannt. Dieses Kommando gab er am 13. Januar 1879 ab und wurde Kommandeur der 49. Infanterie-Brigade (1. Großherzoglich Hessische) in Darmstadt. Aufgrund eines Augenleidens musste Sannow seinen Abschied einrichten. Unter Verleihung des Sterns zum Kronenordens II. Klasse wurde er am 12. Juni 1880 mit der gesetzlichen Pension zur Disposition gestellt.

### Familie
Sannow hatte sich am 21. Mai 1850 in Kolberg mit Albertine Beggerow (1830–1913) verheiratet. Aus der Ehe gingen zwei Kinder hervor:
- Hans (1851–1926), preußischer Oberst, Kommandant des Kriegsgefangenenlagers Limburg während des Ersten Weltkriegs ⚭ Thekla von Pelser-Berensberg (* 1857)
- Marie (* 1852) ⚭ Alexander Boettcher (1842–1917), preußischer Generalmajor